# بیپ
بیپ (BiP) یک نرم‌افزار پیام رسانی فوری است که متعلق به و توسعه یافته توسط ترکسل است. به کاربران اجازه می‌دهد پیام‌های متنی، پیام‌های صوتی و تماس تصویری ارسال کنند و می‌توان آن را از فروشگاه اپ استور، گوگل پلی، Huawei AppGallery و… دانلود کرد. بیپ بیش از ۵۳ میلیون کاربر در سراسر جهان دارد و اولین بار در سال ۲۰۱۳ منتشر شد.
بیپ یک پلت فرم ارتباطی امنو رایگان است. بیپ امکان برقراری تماس تصویری و صوتی را فراهم می‌کند، امکان اشتراک گذاری تصاویر، فیلم‌ها و مکان را فراهم می‌کند. بیپ همچنین شامل ترجمه فوری به ۱۰۶ زبان و نرخ مبادله می‌شود. دفتر ارتباطات رئیس‌جمهور اردوغان با اجرای سیاست حفظ حریم خصوصی به روز شده واتس اپ مخالفت کرد و اعلام کرد که اردوغان واتس اپ را ترک کرده و یک حساب کاربری در تلگرام و بیپ باز کرده‌است. وزارت دفاع ملی ترکیه اعلام کرده‌است که گروه‌های اطلاعاتی را به همین دلیل به بیپ منتقل خواهد کرد.
بوراک آکینجی مدیرعامل بیپ است. تعداد دانلود این برنامه ۸۰ میلیون در سراسر جهان است.